# 阿塞尔堡
阿塞尔堡（法語：Haselbourg，法語發音：[azɛlbuʁ]；洛林法兰克语：Hoselbuerch）是法国摩泽尔省的一个市镇，属于萨尔堡-萨兰堡区。该市镇总面积6.11平方公里，2009年时的人口为321人。

## 人口
阿塞尔堡人口变化图示